# Royal Exchange Theatre
Le Royal Exchange Theatre est un théâtre de Manchester fondé en 1976, dans un bâtiment victorien, ancienne bourse de matières premières puis de valeurs.

## Histoire du bâtiment

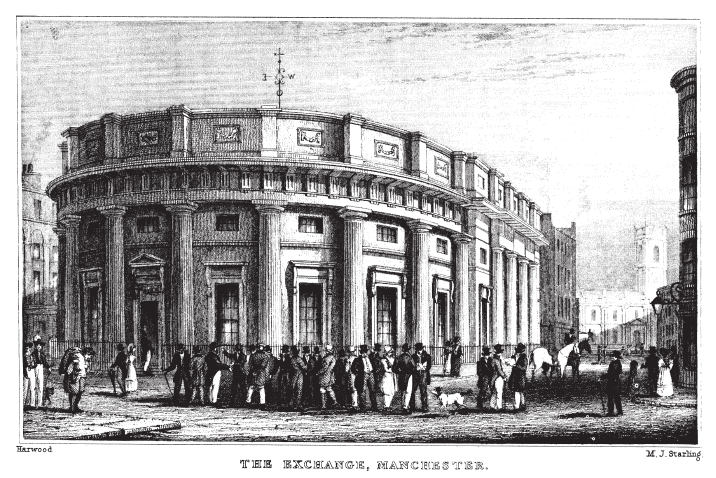
Le Manchester Exchange en 1835

Le coton devient une industrie importante dans le Lancashire et un débouché pour les importateurs de Liverpool qui approvisionnent Manchester tout en créant le Liverpool Cotton Exchange et en 1729 le Manchester Royal Exchange, qui fermera à la fin du siècle. L'architecte Thomas Harrison dessine le bâtiment de 1809 à l'intersection de Market Street et Exchange Street. Le site construit en pierre de Runcorn a coûté 2 000 £, payés à l'avance par 400 membres. Il est doté d'un hall commercial de près de 700 m2 et d'une bibliothèque de plus de 15 000 ouvrages. Le [Manchester Cotton Exchange accueille en 1836, la Bourse des valeurs de Manchester. L'extension a coûté 87 000 £.
A Manchester, en 1827 et 1828, les assureurs William Gibson et Thomas Langston publient dans la presse des listes d'actions des canaux qu'ils achètent et vendent, puis y ajoutent des actions de chemin de fer. La ville compte 23 courtiers en 1836 qui se réunissent près du Manchester Cotton Exchange, ouvert en 1809 et précédé par un bâtiment créé en 1729. Le 7 novembre 1836 est fondé le Bourse des valeurs de Manchester dans une pièce du  Manchester Cotton Exchange. Elle compte 89 membres courtiers en 1846. En 1849, une pétition s'indigne que des échanges aient lieu avec des non-membres dans une salle de l'Electric Telegraph Company.
Ce marché est remplacé par un troisième établissement, construit par Mills & Murgatroyd  entre 1867 et 1874. puis agrandi par Bradshaw Gass & Hope entre 1914 et 1931, et qui a la plus importante salle de négociation d'Angleterre avec trois dômes, deux fois plus large que sa version actuelle,.

## Reconversion en théâtre
Le Royal Exchange est fondé par un groupe de directeurs artistiques — Michael Elliott, Caspar Wrede, Richard Negri, James Maxwell et Braham Murra — et inauguré par Sir Laurence Olivier. Gravement endommagé en 1996 par un attentat de l'IRA dans une rue voisine, il est reconstruit en grâce à des fonds de la National Lottery et inauguré de nouveau par le Prince Edward en 1998. Le nouveau théâtre, conçu par Richard Negri, se caractérise par une arène entourée de gradins qui peuvent accueillir plus de 700 personnes sur trois niveaux.
Dirigé par Bryony Shanahan et Roy Alexander Weise depuis 2019, le Royal Exchange a compté parmi ses directeurs artistiques Greg Hersov, Marianne Elliott, Matthew Lloyd et Sarah Frankcom. Nicholas Hytner, Adrian Noble, Ian McDiarmid et Phyllida Lloyd ont également été directeurs artistiques associés.
Le bâtiment est monument classé de Grade II.